# جوزيبي باستيانيلي
جوزيبي باستيانيلي (بالإنجليزية: Giuseppe Bastianelli)‏‏ (25 أكتوبر 1862 في روما - 30 مارس 1959 في روما) هو طبيب، وعالم حشرات إيطالي، كان قد عمل على الملاريا، وأيضًا كان الطبيب الشخصي لبندكت الخامس عشر.